# الكرد الكرمانجيون
الكرد الكرمانجيون هم مجموعة فرعية من الشعب الكُردي، يعيشون في المقام الأول في الأجزاء الشمالية من كردستان (من سرهد إلى هكاري وإلى الأعلى بلاد ما بين النهرين) وفي الأناضول، شمال موكريان وخراسان (إيران)، وفي منطقة البادينيون من كردستان العراق، أيضًا في المناطق الشمالية من سوريا.

## التاريخ

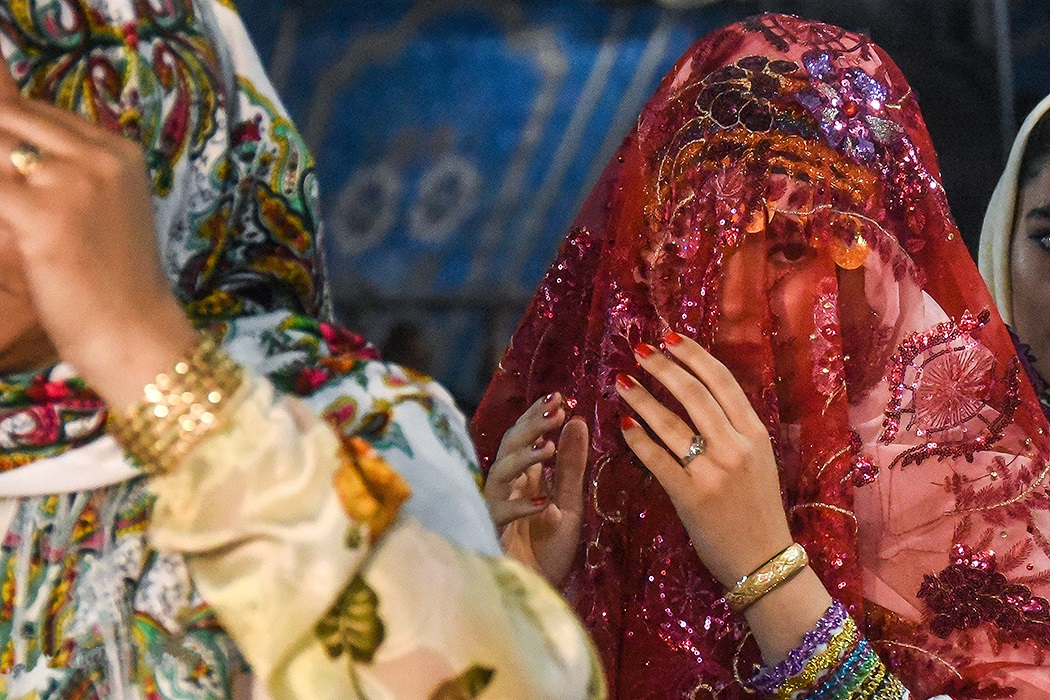
عروس كردية "كرمنجية"، مغطاة بغطاء شفاف.

كان الكرد الكرمانجيون من باقردا، يسكنون المناطق من بحيرة اورميا منذ دخولهم إلى الإسلام، حيث ان العديد من سلالات الكرمانجيون تمتد نحو الشمال والشمال الغربي وإلى الغرب كالمروانيون (سلالة كردية كرمنجية) الذين حكموا من ديار بكر إلى بحيرة فان. وايضاً حكموا المناطق بين أراس وأنهار كورا أيضا فوق أرمينيا وشيرفان. وشمال شرق سوريا.

## مناطق الانتشار
أكثر من 20 مليون شخص يتحدثون باللهجة الكردية الشمالية (الكرمنجية)، ويعيشون في دول تركيا وإيران وسوريا والعراق وأرمينيا وأذربيجان وجورجيا وروسيا ودول أخرى في آسيا الوسطى، لكن الأغلبية في كردستان العراق والأناضول وخراسان.
يتحدث الكرمانجيون باللهجة الكورمانية للغة الكردية، فاللهجة في الغرب معروفة تحت اسم الكردية الشمالية، في الأجزاء الجنوبية من كردستان، وهي تعرف باسم بادني (وهو تواصل متصل باللهجة الكردية للكنديون) والشعبية في منطقة ديرسم وتدعى اللهجة باسم Kirdaskî.

## الدين
أغلبية الكرمانجيون من المسلمين السنة مع أقلية علوية و ايضاً شيعة اثنا عشرية (في الخراسان)، و معظم الكرمانجيون السنة ينتمون إلى المذهب الشافعي.[بحاجة لمصدر] اليزيديون أو الإيزيديون مجموعة دينية كرمانجية.